# Котівська сільська рада (Гусятинський район)
Ко́тівська сільська́ ра́да — колишня адміністративно-територіальна одиниця та орган місцевого самоврядування в Чорктівському районі Тернопільської області. Адміністративний центр — с. Котівка.

## Загальні відомості
- Територія ради: 22,263 км²
- Населення ради: 1 197 осіб (станом на 2001 рік)
- Територією ради протікає річка Нічлава

## Історія
До 19 липня 2020 р. належала до Гусятинського району.
З 8 грудня 2020 р. у складі Копичинецької міської громади.

## Населені пункти
Сільській раді були підпорядковані населені пункти:
- с. Котівка
- с. Ємелівка
- с. Теклівка

## Склад ради
Рада складалася з 16 депутатів та голови.
- Голова ради: Мацевко Галина Степанівна
- Секретар ради: Дитиняк Світлана Володимирівна

### Керівний склад попередніх скликань
| Прізвище, ім'я, по батькові | Основні відомості                                                 | Дата обрання | Дата звільнення |
| --------------------------- | ----------------------------------------------------------------- | ------------ | --------------- |
| Мацевко Галина Степанівна   | Сільський голова, 1957 року народження, освіта вища               | 26.03.2006   | 31.10.2010      |
| Мацевко Галина Степанівна   | Сільський голова, 1957 року народження, освіта вища, позапартійна | 31.10.2010   |                 |

Примітка: таблиця складена за даними сайту Верховної Ради України

### Депутати
За результатами місцевих виборів 2010 року депутатами ради стали:

#### За суб'єктами висування
| Суб'єкт висування | Кількість обраних депутатів | %   |
| ----------------- | --------------------------- | --- |
| Самовисування     | 16                          | 100 |

#### За округами
| № округу | Прізвище, ім'я, по батькові    | Дата визнання обраним | Освіта | Партійна приналежність                        | Відомості про обраного депутата                                                         |
| -------- | ------------------------------ | --------------------- | ------ | --------------------------------------------- | --------------------------------------------------------------------------------------- |
| 1        | Юречко Галина Ярославівна      | 04.11.2010            | вища   | позапартійна                                  | Котівська амбулаторія загальної практики — сімейної медицини, помічник сімейного лікаря |
| 2        | Богоніс Любомира Євстахівна    | 04.11.2010            | вища   | позапартійна                                  | ФГ «Масарівські липки», бухгалтер                                                       |
| 3        | Данелець Ольга Людвігівна      | 04.11.2010            | вища   | позапартійна                                  | загальноосвітня школа І-ІІ ст. с. Котівка, вчитель                                      |
| 4        | Мартини Ігор Іванович          | 04.11.2010            | вища   | член Всеукраїнського об'єднання «Батьківщина» | приватний підприємець                                                                   |
| 5        | Чернишин Володимир Романович   | 04.11.2010            | вища   | позапартійний                                 | приватний підприємець                                                                   |
| 6        | Чернишин Ярослав Зіновійович   | 04.11.2010            | вища   | позапартійний                                 | тимчасово не працює                                                                     |
| 7        | Цвих Богдан Петрович           | 04.11.2010            | вища   | позапартійний                                 | тимчасово не працює                                                                     |
| 8        | Чернишин Тетяна Зіновіївна     | 04.11.2010            | вища   | позапартійна                                  | тимчасово не працює                                                                     |
| 9        | Доскоч Станіслав Тадейович     | 04.11.2010            | вища   | позапартійний                                 | Густинська РДЛМ, лікар ветмедицини                                                      |
| 10       | Богоніс Роман Северинович      | 04.11.2010            | вища   | позапартійний                                 | ПП «Тимчишин В. І.», робітник                                                           |
| 11       | Квасницький Андрій             | 04.11.2010            | вища   | позапартійний                                 | ТзОВ «Гранд», директор                                                                  |
| 12       | Дитиняк Світлана Володимирівна | 04.11.2010            | вища   | позапартійна                                  | Котівська сільська рада, секретар                                                       |
| 13       | Поточняк Володимир Романович   | 04.11.2010            | вища   | позапартійний                                 | Чортківська колія Львівської залізничної дороги, токар                                  |
| 14       | Герівська Марія Степанівна     | 04.11.2010            | вища   | позапартійна                                  | тимчасово не працює                                                                     |
| 15       | Клизуб Ігор Зіновійович        | 04.11.2010            | вища   | позапартійний                                 | Копичинецьке відділення Густинського УЕГГ ВАТ «Тернопільгаз», начальник дільниці        |
| 16       | Новоженець Марія Євгенівна     | 04.11.2010            | вища   | позапартійна                                  | загальноосвітня школа І ст. с. Ємелівка, директор                                       |